# Coptotriche
Genre
Synonymes
- Emmetia Leraut, 1993

Coptotriche est un genre de lépidoptères de la famille des Tischeriidae.
Ce sont de petits papillons dont les larves mineuses creusent des galeries dans les feuilles de divers végétaux.

## Liste des espèces
Selon BioLib (19 mars 2019) :
- Coptotriche angusticollella (Duponchel, 1843)
- Coptotriche berberella (De Prins, 1984)
- Coptotriche gaunacella (Duponchel, 1843)
- Coptotriche heinemanni (Wocke, 1871)
- Coptotriche longiciliatella (Rebel, 1896)
- Coptotriche marginea (Haworth, 1828)
- Coptotriche szoecsi (Kasy, 1961)
- Coptotriche tantalella (Walsingham, 1907)